# Édito Imperial de Abdicação do Imperador Qing
O Édito Imperial da Abdicação do Imperador Qing (chinês tradicional: 宣統帝退位詔書, chinês simplificado: 宣统帝退位诏书, pinyin: Xuāntǒng Dì Tuìwèi Zhàoshū; lit. "Édito de Abdicação do Imperador Xuantong") foi um decreto oficial emitido pela Imperatriz Viúva Longyu em nome do Imperador Xuantong, de seis anos, o último imperador da Dinastia Qing da China, em 12 de fevereiro de 1912, como uma resposta a Revolução Xinhai. A revolução levou à independência autodeclarada de 13 províncias do sul da China e à subsequente negociação de paz entre o resto da China Qing e o coletivo das províncias do sul.
A emissão do Édito Imperial marcou o fim do governo de 276 anos da dinastia Qing, e a era do domínio imperial chinês, que durou 2.132 anos. Além disso, o Édito Imperial estabeleceu a República da China como o único estado sucessor da dinastia Qing e forneceu a base legal para a República da China herdar todos os territórios Qing, incluindo a própria China, Manchúria, Mongólia, Xinjiang e Tibete.

## Prelúdio
A Dinastia Qing foi estabelecida pelos Manchus em 1636. Na historiografia chinesa, a dinastia Qing assumiu o Mandato do Céu depois de suceder à dinastia Ming em 1644. No final do século XIX, as guerras com potências estrangeiras levaram à perda de territórios e estados tributários, como Hong Kong na Primeira Guerra do Ópio e a Coreia na Primeira Guerra Sino-Japonesa, o que reduziu significativamente a confiança do povo chinês no império, alimentando o nacionalismo chinês. O sentimento foi fortalecido pela reforma política fracassada, onde o desejo de formar uma monarquia constitucional resultou no estabelecimento do Gabinete do Príncipe Qing, com a maioria fazendo parte da família imperial em maio de 1911.
Os revolucionários, auxiliados por milhões de chineses ultramarinos que apelavam a uma reforma governamental, continuaram a lançar campanhas militares anti-Qing no sul da China, mas estas campanhas foram rapidamente suprimidas pelo governo. Em outubro de 1911, no entanto, a revolta em Wuchang, na China central, causou ecos em todo o país, onde 13 das 18 províncias chinesas de maioria Han declararam independência do império e mais tarde estabeleceram um governo republicano liderado pelo líder revolucionário Sun Yat-sen. Em resposta ao apelo à democracia constitucional, o Governo Imperial nomeou Yuan Shikai como primeiro-ministro, mas Yuan continuou a negociar com os revolucionários que mais tarde se ofereceram para fazer de Yuan o primeiro presidente da República da China e fornecer tratamento preferencial para a família imperiali. Para enfrentar a pressão interna, Yuan ordenou que 50 generais e altos funcionários do Exército de Beiyang, liderados pelo general Duan Qirui, publicassem telégrafos pedindo a paz e ameaçando a família imperial. A Imperatriz Viúva Longyu, em nome do Imperador Xuantong, emitiu o édito imperial que transferiu o poder para a nascente República da China e dois éditos subsequentes.

## Autoria
O verdadeiro autor do edital é debatido, mas acredita-se que foi Zhang Jian quem redigiu o edital. No entanto, uma reportagem sobre o Shen-Pao, um importante jornal de Xangai na época, em 22 de fevereiro de 1912, intitulada as tristes palavras da imperatriz ao emitir o édito de abdicação, diz que o édito foi redigido pela primeira vez por Zhang Yuanqi, o Vice-Ministro da Educação, alterada por Xu Shichang, mostrada à Imperatriz por Yuan Shikai em 25 de janeiro de 1912. Depois de ler o edital, a Imperatriz chorou com lágrimas escorrendo e acrescentou seu selo pessoal em vez do selo imperial ao edital. O selo pessoal da Imperatriz mostra os quatro caracteres chineses que significam o grande caminho da natureza e do céu (em chinês:  法天大道), o que sugeria seu desprezo pela nova república.

## Conteúdo

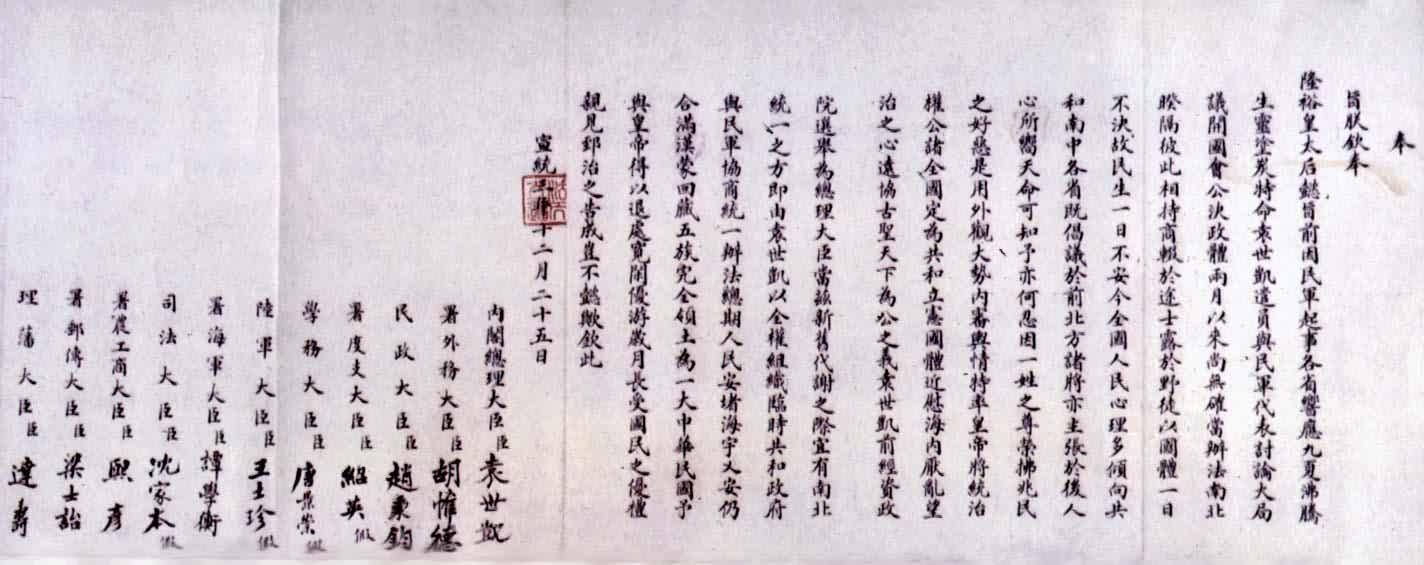
Édito Imperial de Abdicação do Imperador Qing

Os textos completos do Édito Imperial de Abdicação do Imperador Qing, na tradução e no original em chinês clássico, são os seguintes: 
Por Decreto Imperial:

Recebi um Édito da Imperatriz Viúva Longyu: Complementando uma revolta anterior do exército popular, todas as províncias se levantaram em lealdade, Jiuzhou-Huaxia mergulhou na desordem e a população foi afligida por grande miséria. Yuan Shikai foi especialmente ordenado a nomear Comissários para receber esses agentes e representantes do exército popular, a fim de iniciar uma assembleia nacional sobre o estado da nação e a sua governação. Dois meses se passaram desde então, sem que um acordo fosse concluído nem se registassem progressos. Existem grandes distâncias entre o Sul e o Norte, cada um defendendo a sua posição contra o outro. As viagens dos comerciantes são interrompidas e os estudiosos ficam expostos, assim como se o Governo for indeterminado, os meios de subsistência da população deverão seguir-se em breve. Agora, a maioria do povo inclina-se para o republicanismo; Se as províncias do Sul e do Centro deram o passo pioneiro na sua defesa, os oficiais do Norte também desejaram seguir o seu exemplo. No desejo universal do coração das pessoas pode ser discernível a vontade do Céu. Como ousamos então, pela honra e glória de apenas um sobrenome, persistir em nos opor ao desejo de milhões de pessoas comuns? Em consciência, a posição geral no estrangeiro deve ser examinada e a opinião popular a nível interno deve ser considerada. Eu, juntamente com o Imperador, doravante e por este meio transfiro o poder governante para os cidadãos comuns, e ordeno que a forma de governo aqui seja a do republicanismo constitucional. Isto é para satisfazer as exigências daqueles dentro dos Quatro Mares que detestam perturbações e anseiam pela paz, e para seguir o exemplo dos antigos sábios ao considerar tudo sob o Céu como território comum.

Yuan Shikai, tendo sido anteriormente eleito Primeiro-Ministro pelo Conselho Consultivo, encontrando-se agora nesta conjuntura que marca a transição do antigo para o novo Governo, elaborou ele próprio um plano para unificar o Sul com o Norte. Que Yuan Shikai organize com plenos poderes um Governo republicano provisório e consulte o exército popular sobre os métodos de procedimento da União, de modo que a paz possa ser assegurada e restaurada ao povo e ao país, mantendo ao mesmo tempo a completa integridade territorial do terras das cinco raças – Manchu, Han, Mongol, Hui e Tibetano – que se combinarão para formar uma grande República da China. Eu, juntamente com o Imperador, podemos retirar-nos para uma vida de lazer e passar os nossos anos agradavelmente, desfrutando do tratamento cortês dos cidadãos e testemunhando com os nossos próprios olhos a realização de uma grande governação. Isso não seria um grande feito? Fim do Decreto.
奉旨

朕欽奉隆裕皇太后懿旨：前因民軍起事，各省響應，九夏沸騰，生靈塗炭。特命袁世凱遣員與民軍代表討論大局，議開國會、公決政體。兩月以來，尚無確當辦法。南北暌隔，彼此相持。商輟於途，士露於野。徒以國體一日不決，故民生一日不安。今全國人民心理多傾向共和。南中各省，既倡議於前，北方諸將，亦主張於後。人心所嚮，天命可知。予亦何忍因一姓之尊榮，拂兆民之好惡。是用外觀大勢，內審輿情，特率皇帝將統治權公諸全國，定為共和立憲國體。近慰海內厭亂望治之心，遠協古聖天下為公之義。

袁世凱前經資政院選舉為總理大臣，當茲新舊代謝之際，宜有南北統一之方。即由袁世凱以全權組織臨時共和政府，與民軍協商統一辦法。總期人民安堵，海宇乂安，仍合滿、漢、蒙、回、藏五族完全領土為一大中華民國。予與皇帝得以退處寬閑，優游歲月，長受國民之優禮，親見郅治之告成，豈不懿歟！欽此。
Endossado pela imperatriz viúva Longyu em nome do imperador Xuantong, de seis anos, o édito transferiu explicitamente a soberania sobre todos os territórios detidos pela dinastia Qing no momento de seu colapso - incluindo a própria China, Manchúria, Tibete, Xinjiang e Mongólia —para a República da China.
Os signatários foram:
- Primeiro-ministro do Gabinete Imperial Yuan Shikai (袁世凱);
- Ministro interino das Relações Exteriores, Hu Weide (胡惟德);
- Ministro do Interior, Zhao Bingjun (趙秉鈞);
- Ministra das Finanças em exercício, Magiya Shaoying (馬佳·紹英);
- Ministro da Educação, Tang Jingchong (唐景崇);
- Ministro do Exército Wang Shizhen (王士珍);
- Ministro interino da Marinha, Tan Xueheng (譚學衡);
- Ministro da Justiça, Shen Jiaben (沈家本);
- Ministra Interina da Agricultura, Obras e Comércio, Hitara Xiyan (喜塔臘·熙彥);
- Ministro interino dos Correios e Comunicações, Liang Shiyi (梁士詒);
- Ministro dos Assuntos das Regiões Feudatórias Dashou (達壽).

## Consequências
Os Artigos de Tratamento Favorável do Grande Imperador Qing após sua Abdicação permitiram ao Imperador Xuantong manter seu título imperial e desfrutar de outros privilégios após sua abdicação, resultando na existência de um tribunal nominal na Cidade Proibida chamado de "Corte Remanescente da Família Imperial Qing Abdicada" (遜清皇室小朝廷) de 1912 a 1924. Feng Yuxiang revogou os privilégios e aboliu o tribunal titular em 1924.

## Legado
O édito foi recolhido pela primeira vez por Zhang Chaoyong, o secretário do gabinete, que o salvou com dois éditos imperiais consecutivos relativos à abdicação e o édito de 3 de fevereiro que autoriza a negociação de paz com os revolucionários num único pergaminho. Depois que Zhang morreu, o presidente da Universidade Normal de Pequim comprou o pergaminho. Desde 1975, o pergaminho faz parte do acervo do Museu da Revolução Chinesa, hoje conhecido como Museu Nacional da China.

## Editais relacionados
O Imperador Xuantong emitiu três decretos de abdicação ao longo de sua vida. Os dois primeiros foram emitidos na sua qualidade de imperador Qing, incluindo o descrito neste artigo e outro emitido após o fracasso da Restauração Manchu. O terceiro foi emitido após a invasão soviética da Manchúria, na qualidade de Imperador de Manchukuo, um estado-fantoche japonês durante a Segunda Guerra Mundial.